# Бечка декларација и програм акције
Бечка декларација и програм акције је декларација о људским правима усвојена консензусом на Свјетској конференцији о људским правима 25. јуна 1993. године у Бечу. Овом декларацијом је предложено оснивање Канцеларије високог комесара за људска права, коју је Генерална скупштина УН основала 21. децембра 1993. године. У декларацији су сажета најважнија начела и означени су основни правци дјеловања држава и организација у циљу развоја људских права. Овим је декларисано да су сва људска права универзална, недјељива, међузависна и међусобно повезана.